# 1482
| [ Edytuj tabelę ]                          | |
| Król Polski                                | - 1447 Kazimierz IV Jagiellończyk 1492 |
| Współksiążęta Andory                       | - 1472 Pere de Cardona 1512 - 1479 Franciszek Febus 1483 |
| Król Anglii                                | - 1471 Edward IV 1483 |
| Król Aragonii i Walencji, hrabia Barcelony | - 1479 Ferdynand Aragoński 1516 |
| Władca Azteków                             | - 1481 Tizoc 1486 |
| Elektor Brandenburgii                      | - 1471 Albrecht III Achilles 1486 |
| Książę Bawarii-Landshut                    | - 1479 Jerzy Bogaty 1503 |
| Książę Bawarii-Monachium                   | - 1460 Zygmunt 1501 - 1465 Albert IV Mądry 1503 |
| Książę Burgundii                           | - 1477 Maria Burgundzka 1482 |
| Sułtan Brunei                              | - 1473 Bolkiah 1521 |
| Cesarz Chin                                | - 1464 Chenghua 1487 |
| Król Cypru                                 | - 1474 Katarzyna Cornaro 1489 |
| Król Czech                                 | - 1469 Maciej Korwin 1490 |
| Król Danii                                 | - 1481 Jan Oldenburg 1513 |
| Dalajlama                                  | - 1475 Gendun Gjaco 1541 |
| Władca Egiptu                              | - 1468 Ka'itbaj 1496 |
| Cesarz Etiopii                             | - 1478 Yskyndyr 1494 |
| Król Francji                               | - 1461 Ludwik XI 1483 |
| Hrabia Holandii                            | - 1477 Maria Burgundzka 1482 - 1482 Maksymilian I Habsburg 1494 |
| Władca Inków                               | - 1471 Tupac Yupanqui 1493 |
| Cesarz Japonii                             | - 1464 Go-Tsuchimikado 1500 |
| Kalif                                      | - 1479 Al-Mutawakkil II 1497 |
| Król Kastylii i Leónu                      | - 1474 Izabela I Katolicka 1504 |
| Patriarcha Konstantynopola                 | - 1481 Symeon I z Trapezuntu 1486 |
| Władca Korei                               | - 1469 Sŏngjong 1494 |
| Wielki książę litewski                     | - 1440 Kazimierz IV Jagiellończyk 1492 |
| Cesarz Majapahitu                          | - 1474 Girindrawardhana 1498 |
| Sułtan Maroka                              | - 1472 Muhammad asz-Szajch al-Mahdi 1505 |
| Książę Mediolanu                           | - 1476 Gian Galeazzo 1494 |
| Senior Monako                              | - 1458 Lambert Grimaldi 1494 |
| Wielki książę moskiewski                   | - 1462 Iwan III Srogi 1505 |
| Król Nawarry                               | - 1479 Franciszek Febo z Foix 1483 |
| Król Norwegii                              | - 1481 interregnum 1483 |
| Sułtan Omanu                               | - 1451 Umar ibn al-Chattab 1490 |
| Elektor Palatynatu                         | - 1476 Filip Wittelsbach 1508 |
| Papież                                     | - 1471 Sykstus IV 1484 |
| Król Portugalii                            | - 1481 Jan II 1495 |
| Cesarz Rzymski (niemiecki)                 | - 1440 Fryderyk III Habsburg 1493 |
| Kapitanowie Regenci San Marino             | - 1481 Bartolo di Antonio Maurizio di Antonio Lunardini 1482 - 1482 Simone di Antonio Belluzzi Marino Sammaritani 1482 - 1482 Evangelista di Girolamo Belluzzi Antonio di Polinoro Lunardini 1483 |
| Elektor Saksonii                           | - 1464 Ernest Wettyn 1486 |
| Król Szkocji                               | - 1460 Jakub III 1488 |
| Król Szwecji                               | - 1471 Sten Sture Starszy 1497 |
| Król Tajlandii                             | - 1448 Borommatrailokkanat 1488 |
| Sułtan Turków                              | - 1481 Bajazyd II 1512 |
| Doża Wenecji                               | - 1478 Giovanni Mocenigo 1485 |
| Król Węgier                                | - 1458 Maciej Korwin 1490 |
| Cesarz Wietnamu                            | - 1460 Lê Thánh Tông 1497 |
| Wielki mistrz zakonu krzyżackiego          | - 1477 Martin Truchsess von Wetzhausen 1489 |

Rok 1482 / MCDLXXXII
stulecia: XIV wiek ~
XV wiek ~
XVI wiek

lata: 1472 «
1477 «
1478 «
1479 «
1480 «
1481 «
1482
» 1483
» 1484
» 1485
» 1486
» 1487
» 1492

## Wydarzenia w Polsce
- Nadanie praw miejskich Strumieniowi.

## Wydarzenia na świecie
- 21 stycznia – Portugalczycy założyli São Jorge da Mina (obecnie Elmina w Ghanie), pierwszą europejską osadę w Zachodniej Afryce.
- 11 lutego – Tomás de Torquemada uzyskał nominację na inkwizytora.
- 21 sierpnia – zwycięstwo wojsk papieskich nad armią Neapolu w bitwie pod Campomorto.
- 23 grudnia – król Ludwik XI i arcyksiążę Maksymilian I zawarli pokój w Arras, na podstawie którego Francja i Habsburgowie dokonali rozbioru Burgundii.

- Włączenie Hercegowiny do Turcji.

## Urodzili się
- 7 lipca – Andrzej Krzycki, arcybiskup gnieźnieński i prymas Polski, sekretarz królowej Bony (zm. 1537)

- Willad z Danii, duński franciszkanin, męczennik, święty katolicki (zm. 1572)

## Zmarli
- 4 czerwca – Pacyfik z Cerano, włoski franciszkanin, błogosławiony katolicki (ur. 1426)
- 18 lipca – Szymon z Lipnicy, polski bernardyn, błogosławiony katolicki (ur. ok. 1435/1440)
- sierpień – Ludwik Sabaudzki, król Cypru (1459-1460), hrabia Genewy (1460-1482) (ur. 1436)

- Data dzienna nieznana:
  - Jan (Beber) z Oświęcimia, rektor Akademii Krakowskiej, kolekcjoner książek (ur. ok. 1420)